# Arrondissement de Figeac
L'arrondissement de Figeac est une division administrative française, située dans le département du Lot et la région Occitanie.

## Composition

### Composition avant 2015
Liste des cantons de l'arrondissement de Figeac :
- canton de Bretenoux ;
- canton de Cajarc ;
- canton de Figeac-Est ;
- canton de Figeac-Ouest ;
- canton de Lacapelle-Marival ;
- canton de Latronquière ;
- canton de Livernon ;
- canton de Saint-Céré ;
- canton de Sousceyrac.

### Découpage communal depuis 2015
Depuis 2015, le nombre de communes des arrondissements varie chaque année soit du fait du redécoupage cantonal de 2014 qui a conduit à l'ajustement de périmètres de certains arrondissements, soit à la suite de la création de communes nouvelles. Le nombre de communes de l'arrondissement de Figeac est ainsi de 120 en 2015, 116 en 2016 et 118 en 2017.
Au 1er janvier 2024, l'arrondissement groupe les 118 communes suivantes :
1. Albiac
2. Anglars
3. Assier
4. Autoire
5. Aynac
6. Bagnac-sur-Célé
7. Bannes
8. Béduer
9. Belmont-Bretenoux
10. Bessonies
11. Biars-sur-Cère
12. Le Bourg
13. Boussac
14. Le Bouyssou
15. Brengues
16. Bretenoux
17. Cadrieu
18. Cahus
19. Cajarc
20. Calvignac
21. Cambes
22. Camboulit
23. Camburat
24. Capdenac
25. Carayac
26. Cardaillac
27. Corn
28. Cornac
29. Cuzac
30. Durbans
31. Espagnac-Sainte-Eulalie
32. Espédaillac
33. Espeyroux
34. Estal
35. Faycelles
36. Felzins
37. Figeac
38. Flaujac-Gare
39. Fons
40. Fourmagnac
41. Frayssinhes
42. Frontenac
43. Gagnac-sur-Cère
44. Gintrac
45. Girac
46. Glanes
47. Gorses
48. Gréalou
49. Grèzes
50. Issendolus
51. Issepts
52. Labastide-du-Haut-Mont
53. Labathude
54. Lacapelle-Marival
55. Ladirat
56. Larnagol
57. Larroque-Toirac
58. Latouille-Lentillac
59. Latronquière
60. Lauresses
61. Laval-de-Cère
62. Lentillac-Saint-Blaise
63. Leyme
64. Linac
65. Lissac-et-Mouret
66. Livernon
67. Loubressac
68. Lunan
69. Marcilhac-sur-Célé
70. Mayrinhac-Lentour
71. Molières
72. Montbrun
73. Montet-et-Bouxal
74. Montredon
75. Planioles
76. Prendeignes
77. Prudhomat
78. Puybrun
79. Puyjourdes
80. Quissac-en-Quercy
81. Reilhac
82. Reyrevignes
83. Rudelle
84. Rueyres
85. Sabadel-Latronquière
86. Saignes
87. Saint-Bressou
88. Saint-Céré
89. Saint-Chels
90. Saint-Cirgues
91. Sainte-Colombe
92. Saint-Félix
93. Saint-Hilaire
94. Saint-Jean-de-Laur
95. Saint-Jean-Lagineste
96. Saint-Jean-Lespinasse
97. Saint-Jean-Mirabel
98. Saint-Laurent-les-Tours
99. Saint-Maurice-en-Quercy
100. Saint-Médard-de-Presque
101. Saint-Médard-Nicourby
102. Saint-Michel-Loubéjou
103. Saint-Paul-de-Vern
104. Saint-Perdoux
105. Saint-Pierre-Toirac
106. Saint-Simon
107. Saint-Sulpice
108. Saint-Vincent-du-Pendit
109. Sauliac-sur-Célé
110. Sénaillac-Latronquière
111. Sonac
112. Sousceyrac-en-Quercy
113. Tauriac
114. Terrou
115. Teyssieu
116. Thémines
117. Théminettes
118. Viazac

## Démographie
En 2022, l'arrondissement comptait 54 968 habitants.
| 1968   | 1975   | 1982   | 1990   | 1999   | 2006   | 2011   | 2016   | 2021   |
| ------ | ------ | ------ | ------ | ------ | ------ | ------ | ------ | ------ |
| 51 474 | 50 933 | 51 628 | 50 577 | 50 095 | 52 869 | 53 871 | 54 566 | 54 750 |

| 2022   | - | - | - | - | - | - | - | - |
| ------ | - | - | - | - | - | - | - | - |
| 54 968 | - | - | - | - | - | - | - | - |